# Noctilionoïdeus
Els noctilionoïdeus (Noctilionoidea) són una superfamília formada per quatre famílies de ratpenats. Les famílies dels mormoòpids, els mistacínids i els ratpenats pescadors estan formades per poques espècies, en contraposició a la família dels fil·lostòmids que és una família molt nombrosa formada per 56 gèneres i més de 150 espècies.

## Taxonomia
L'estreta relació entre els fil·lostòmids, els mormoòpids i els ratpenats pescadors s'ha reconegut durant molt de temps (Simmons i Geisler, 1998), i malgrat que alguna vegada els mormoòpids han estat considerats una subfamília dels fil·lostòmids, Smith la va elevar el 1972 al nivel de família. Les dades disponibles donen suport a una relació de tàxons germans entre Mormoopidae, Phyllostomidae i Noctilionidae.
Ha estat recentment que s'ha associat a la família dels mistacínids amb les altres tres famílies. Aquesta família (Mystacinidae) va estar situada històricament amb els molòssids i/o vespertiliònid, tot i que les dades morfològiques han estat concloents pel que fa a les afinitats exactes d'aquesta petita família. No obstant això, les dades immunològiques i d'hibridació d'ADN suporten fortament la ubicació dels mistacínids dins dels noctilionoïdeus. Kirsch et al. van suggerir que Mystacina es tractava d'un clade germà de tots els altres noctilionoïdeus, una hipòtesi compatible amb les dades morfològiques disponibles.

## Descripció
Les espècies que formen part de la superfamília dels noctilionoïdeus comparteixen entre ells dos trets:
- El múscul hioglòs s'origina des dels costats, formant dues làmines simètriques i separades per un espai.[6]
- Les famelles tenen un clítoris allargat.[6]

Molts d'aquests ratpenats tenen ornamentacions facials molt inusuals al nas, la barbeta i als llavis, a més d'altres projeccions a la regió labio-nasal.

## Dieta
La dieta dels noctilionoïdeus varia molt entre les seves espècies, amb espècies especialitzades principalment en insectes, altres animals (rosegadors, ocells i altres ratpenats), nèctar, pol·len, fruits o sang.

## Gèneres
Els noctilionoïdeus es classifiquen de la següent manera:
- Família Mormoopidae
  - Gènere Mormoops
  - Gènere Pteronotus
- Família Mystacinidae
  - Gènere Mystacina
- Família Noctilionidae
  - Gènere Noctilio
- Família Phyllostomidae
  - Subfamília Brachyphyllinae
    - Gènere Brachyphylla

  - Subfamília Carolliinae
    - Gènere Carollia
    - Gènere Rhinophylla

  - Subfamília Desmodontinae
    - Gènere Desmodus
    - Gènere Diaemus
    - Gènere Diphylla

  - Subfamília Glossophaginae
    - Tribu Glossophagini
      - Gènere Anoura
      - Gènere Choeroniscus
      - Gènere Choeronycteris
      - Gènere Glossophaga
      - Gènere Hylonycteris
      - Gènere Leptonycteris
      - Gènere Lichonycteris
      - Gènere Monophyllus
      - Gènere Musonycteris
      - Gènere Scleronycteris

    - Tribu Lonchophyllini
      - Gènere Lionycteris
      - Gènere Lonchophylla
      - Gènere Platalina
      - Gènere Xeronycteris

  - Subfamília Phyllonycterinae
    - Gènere Erophylla
    - Gènere Phyllonycteris

  - Subfamília Phyllostominae
    - Tribu Lonchorhinini
      - Gènere Lonchorhina
      - Gènere Macrophyllum
      - Gènere Mimon

    - Tribu Micronycterini
      - Gènere Glyphonycteris
      - Gènere Lampronycteris
      - Gènere Macrotus
      - Gènere Micronycteris
      - Gènere Neonycteris
      - Gènere Trinycteris

    - Tribu Phyllostomini
      - Gènere Phylloderma
      - Gènere Phyllostomus

    - Tribu Vampyrini
      - Gènere Chrotopterus
      - Gènere Lophostoma
      - Gènere Tonatia
      - Gènere Trachops
      - Gènere Vampyrum

  - Subfamília Stenodermatinae
    - Tribu Stenodermatini
      - Gènere Ametrida
      - Gènere Ardops
      - Gènere Ariteus
      - Gènere Artibeus
      - Gènere Centurio
      - Gènere Chiroderma
      - Gènere Ectophylla
      - Gènere Enchisthenes
      - Gènere Mesophylla
      - Gènere Phyllops
      - Gènere Platyrrhinus
      - Gènere Pygoderma
      - Gènere Sphaeronycteris
      - Gènere Stenoderma
      - Gènere Uroderma
      - Gènere Vampyressa
      - Gènere Vampyrodes

    - Tribu Sturnirini
      - Gènere Sturnira